# Carn Liath (Sutherland)

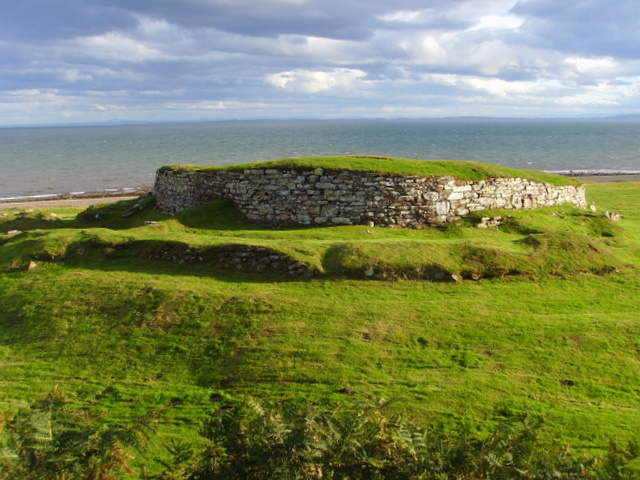
Carn Liath

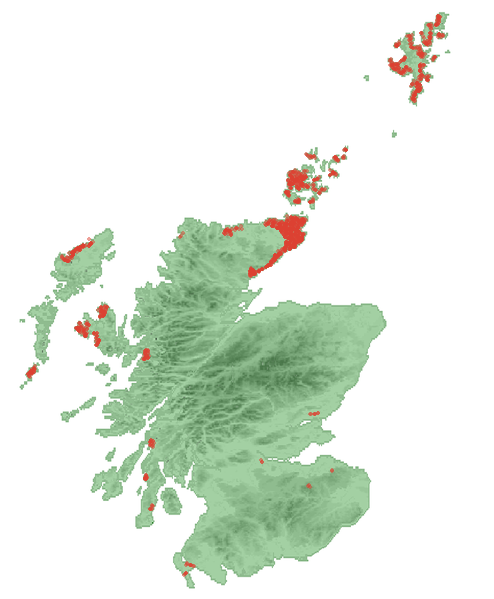
Verbreitung von Brochs - rot

Der eisenzeitliche Broch (Turm) Carn Liath (deutsch „grauer Hügel“) in Sutherland  in Schottland liegt am meerseitigen Hang neben der Straße vom Dornoch Firth über Golspie und Brora nach Wick.
Der Broch besitzt eine separate Außenmauer. Ein Gang führt vom Zugang in der Mauer zum Brocheingang. Es gibt Hinweise auf eine Tür im Zugang des Brochs, und es gab vermutlich ein Tor in der äußeren Mauer. Der Zugang zum Broch hat einen dicken Sturz. Eine seitliche Öffnung im meterbreiten Zugang führt zu einer Treppe, innerhalb der zweischaligen Brochmauer. Die einst beinahe völlig abgetragenen Mauern sind bis in eine Höhe von 3,5 m wiederhergestellt worden.
Weitere Gebäude wurden in den engen Zwischenraum zwischen dem Broch und der äußeren Mauer gezwängt. Einige waren zeitgenössisch, andere stammen aus einer Zeit, in der der Broch aufgelassen worden war. Diejenigen, die westlich des Ganges lagen, sind besonders gut erforscht. Artefakte, einschließlich der Kopie einer silbernen römischen Fibel aus dem 4. oder 5. Jahrhundert, zeigen, dass die Stelle bis in diese Zeit genutzt wurde.

Carn Liath
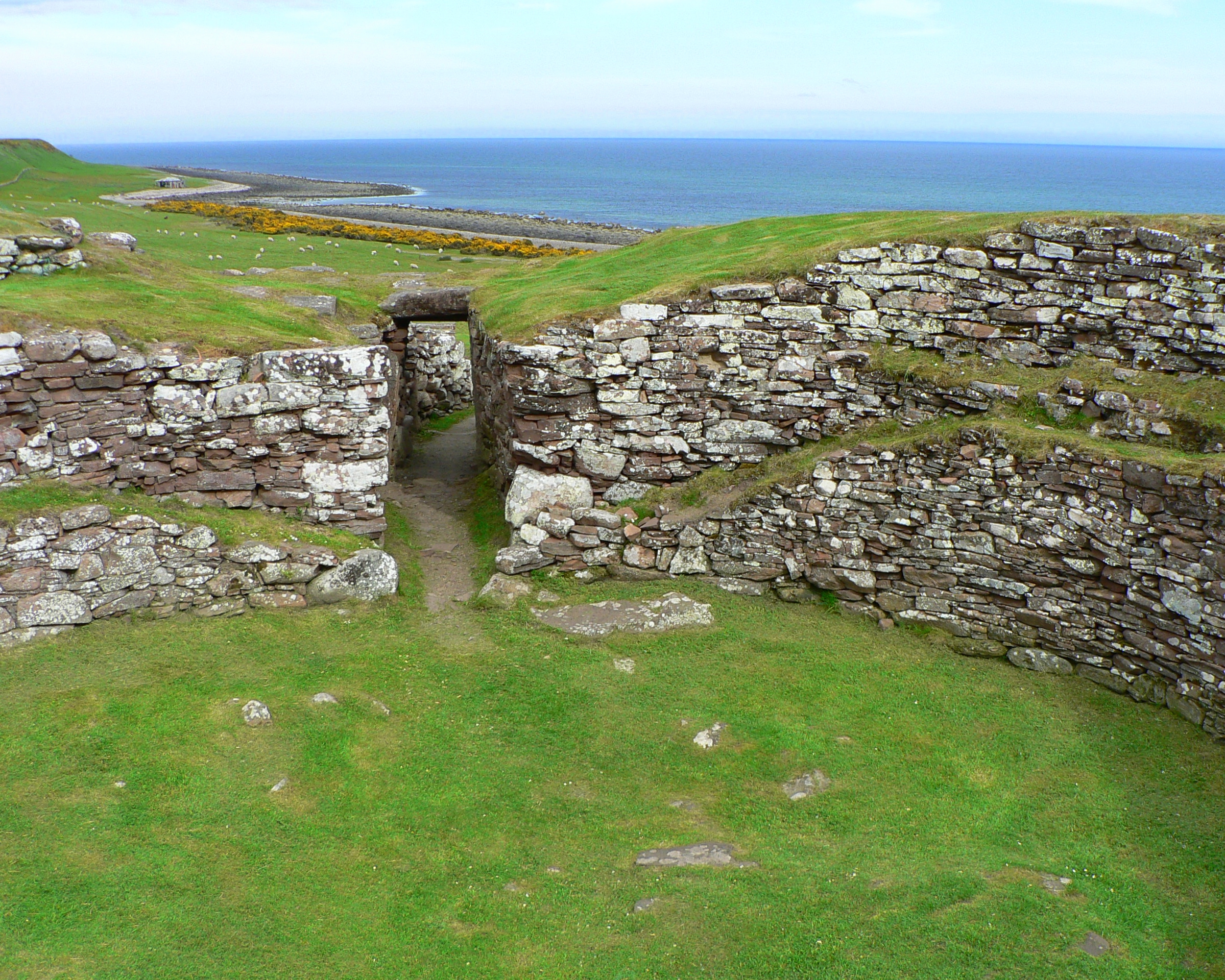
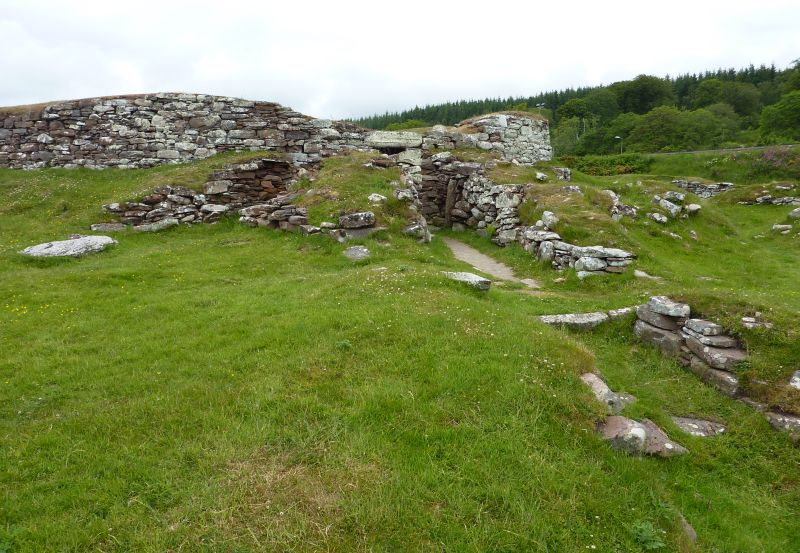
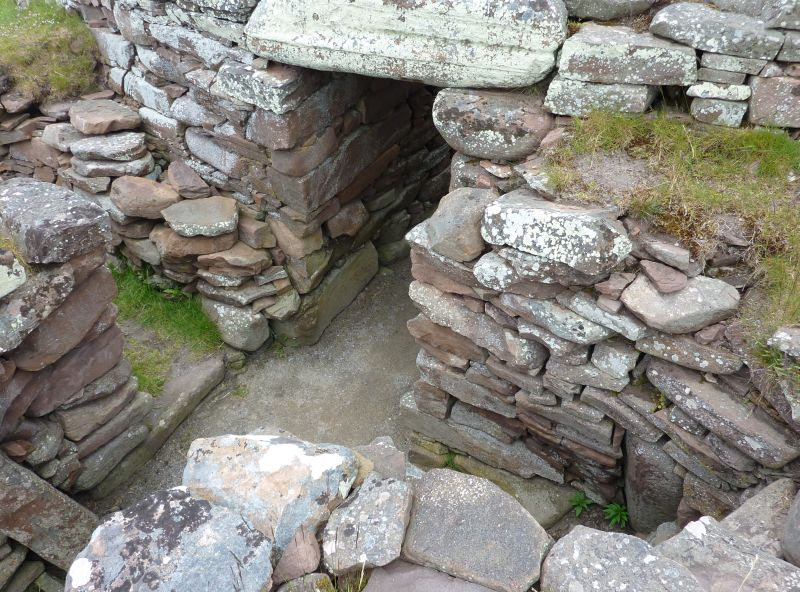
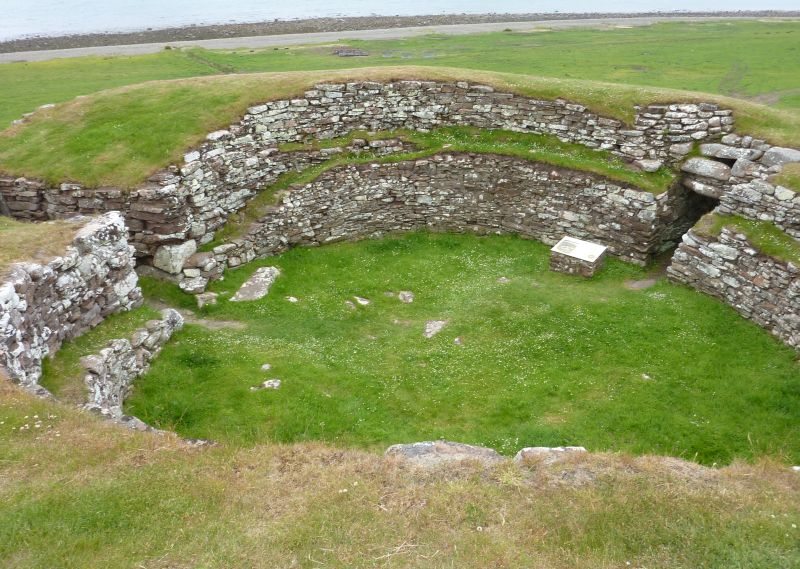